# 命運 (小說)
《命運》是倪匡筆下科幻小說衛斯理系列之一。故事敍述渡假村工程小島上，開發剩餘一半的一座小山中開採出來的一些石頭上的花紋，竟蘊藏著宇宙中的秘密。

## 故事大綱

### 奇妙的石頭花紋
溫寶裕的舅舅，建築師宋天然找衛斯理，說在他負責的建築項目中，找到一塊石頭，石頭上面的花紋，居然和他的建築設計一模一樣。衛斯理和宋天然到現場找了一些石頭，帶回去分析，並把石頭上面的花紋拍成照片，輸入電腦寄到各國查詢。

### 一場荒謬劇
豈料這個舉動，卻被美國人發現蘇聯在阿富汗的飛彈佈署圖，與其中一塊石頭上的花紋一模一樣，分毫不差。同時，俄國人以為他們有能力預測未來，綁走了溫寶裕舅舅宋天然，打算逼他說出秘密。衛斯理向包圍在屋外的各國特務解釋，並讓他們取走島上開採出來的石頭。好讓他們帶回國分析。

### 石頭花紋顯示病人的腦部核磁共振圖
白素的父親白老大，因為腦部微血管破裂引發輕微小中風，在法國入住醫院，衛斯理前往探視，發現醫生對白老大進行腦部核磁共振掃描(Nuclear Magnetic resonance, N.M.R.)的圖案，跟石頭上的花紋一模一樣，很可惜，順序是倒過來的，顯示的是腦部中風前的情形，所以對預測未來病情沒有幫助。

### 宇宙的計畫書
最後衛斯理等人沒有結論，只能自行猜測這些石頭上的圖像就像一個龐大的宇宙計劃，一切事物的過去現在未來都在按計劃進行，早已註定無法變更，計畫名稱只能稱為命運。

## 故事角色
- 衛斯理 - 第一人稱主角。作家。
- 宋天然 - 溫寶裕的舅舅。建築師。因為建築工程，開採一座島上的小山，發現石頭上神秘的圖樣跟自己的設計圖案一樣。
- 陳長青  - 衛斯理的好友。好管閒事的人。
- 溫寶裕 - 好管閒事的少年。宋天然的外甥。在犀照故事中登場。
- 小納爾遜 - 美國中央情報局(CIA)的情報軍官。故人納爾遜之子。
- 蓋雷夫人 - 代號灰夫人(Madam Grey)。華沙公約組織的特務頭子。
- 白老大 - 衛斯理的岳父。因中風而入院療養。醫生為他做腦部核磁共振掃描(Nuclear Magnetic resonance, N.M.R.)。結果圖案跟石頭上的花紋一模一樣。
- 白素 - 衛斯理之妻子。因父親白老大中風入院而憂心忡忡。

## 漫畫
- 香港漫畫家利志達於1984年發表了衛斯理《命運》漫畫
  - 出版社：香港斯辰出版社

## 詮釋
1. ↑  《命運》（明窗出版社，1987年）

| 前任者： 055 犀照 | 衛斯理系列（按編號） 056                              | 繼任者： 057 異寶 |
| 前任者： 犀照     | 衛斯理系列（按連載時序） 1984年5月10日至1984年7月10日 | 繼任者： 十七年   |